# Stipa duthiei
Stipa duthiei är en gräsart som beskrevs av Joseph Dalton Hooker. Stipa duthiei ingår i släktet fjädergrässläktet, och familjen gräs. Inga underarter finns listade i Catalogue of Life.